# Шхуна «Колумб» (повість)
«Шхуна „Колумб“» — пригодницька повість українського письменника Миколи Трублаїні, написана в 1940 році.

## Історія написання
У 1938—1939 роках Микола Трублаїні публікував на сторінках часопису «Піонерія» повість «Лебединий острів» та на шпальтах газети «На зміну» повість "Юнга з «Колумба». У 1940 році ці твори були відредагувані та об'єднані у повість з чотирьох розділів, яку було опубліковано у «Видавництві дитячої літератури ЦК ЛКСМУ» під назвою «Шхуна „Колумб“».

## Синопсис
Події у повісті розгортаються на шхуні «Колумб», що перевозить рибу на консервний завод, та у маленькому рибальському виселку Соколиний на Лебединому острові у Чорному морі. У виселку всього 40 рибальських хат, неподалік від нього розташовані — маяк, на західному кінці острова, де мешкала родина Завірюх, та хата інспектора рибного нагляду Ковальчука на сході острова. Також деякі сцени відбуваються у курортному містечку Лузани.
Головні герої: Марко Завірюха, Яся Знайда та Люда Ананьєва потрапляють у різні небезпечні пригоди, але викривають шпигуна Анча, котрий має намір завадити науковим дослідженням з видобутку гелію.

## Персонажі
- Марко Завірюха — сімнадцятирічний юнак, вже два роки є юнгою рибальської шхуни «Колумб», що належала «Рибтресту». Мріє вступити до морехідного технікуму.
- Яся Знайда — чотирнадцятирічна сирота, яка втратила батьків під час вибуху на пароплаві «Дельфін», її прихистила дружина рибінспектора Ковальчука. Вона дивакувата та замкнута дівчинка, на острові її вважають дефективною.
- Люда Ананьєва — шістнадцятирічна донька професора Ананьєва.
- Андрій Гордійович Ананьєв — професор, що розробив проект добування гелію з торіаніту, який він віднайшов у піску Лебединого острова.
- Анч — фотограф, шпигун (агент № 22) іноземної держави.
- Яків Степанович Ковальчук — рибний інспектор, який допомагає Анчу, оскільки той знає про його минуле та ним шантажує.
- Дмитро Пилипович Завірюха — батько Марка Завірюхи, наглядач маяка.
- Махтей Завірюха — дідусь Марка Завірюхи, материн батько.
- Стах Очерет — шкіпер рибальської шхуни «Колумб».
- Левко Ступак — матрос-моторист рибальської шхуни «Колумб». Врятував Знайду та вважається ї хрещеним.
- Андрій Камбала — матрос-стерновий рибальської шхуни «Колумб».
- Тиміш Бойчук — рибалка, після смерті рибінспектора взяв до себе Знайду.
- Грицько Завірюха — восьмилітній брат Марка Завірюхи.
- Петро Петрович Бариль — льотчик «Рибтресту», пілот літака «Розвідник риби», колишній військовий, старший лейтенант.

## Екранізації
У 1963 році за мотивами повісті на Кіностудії імені Олександра Довженка режисером Євгеном Шерстобитовим було зфільмовано стрічку «Юнга зі шхуни „Колумб“».